# Similosodus coomani
Similosodus coomani là một loài bọ cánh cứng trong họ Cerambycidae.